# Now That I Found You / No Drug Like Me
«Now That I Found You» y «No Drug Like Me» son canciones de la cantante canadiense Carly Rae Jepsen. Fueron lanzadas como doble sencillo el 27 de febrero de 2019 por 604 Records, School Boy Records e Interscope Records. «Now That I Found You» fue escrita por Jepsen, Ben Berger, Ryan McMahon, Ryan Rabin y Alexander O'Neill, mientras que la producción estuvo a cargo del Captain Cuts y Ayokay. «No Drug Like Me» fue escrita por Jepsen, John Hill, Jordan Palmer, Daniel Ledinsky y James Flannigan, mientras que la producción estuvo a cargo de Hill y Palmer.

## Antecedentes
El 13 de febrero de 2019, «Now That I Found You» apareció en el tráiler de la tercera temporada de la serie Queer Eye y la canción se puso a disposición para pre-ordenar en los servicios de streaming. El 20 de febrero de 2019, Jepsen reveló la portada del sencillo y la fecha de lanzamiento. El 21 y 22 de febrero de 2019, Jepsen lanzó videos teaser con fragmentos de «Now That I Found You». El 25 de febrero de 2019, Jepsen anunció que «No Drug Like Me» se publicaría junto con «Now That I Found You». Un video teaser con un fragmento de la canción se lanzó al día siguiente. El 27 de febrero de 2019, «Now That I Found You» se estrenó mundialmente a través de un programa de radio de Beats 1 transmitido por Apple Music.

## Composición
«Now That I Found You» se escribió en un campamento de compositores en Nicaragua con Benjamin Berger, Ryan McMahon y Ryan Rabin del equipo de producción Captain Cuts y Alexander O'Neill, conocido profesionalmente como Ayokay. «No Drug Like Me» se escribió al final de la tarde de una sesión de grabación y se inspiró en un nuevo amor que Jepsen estaba experimentando en ese momento.
«Now That I Found You» es una canción pop con un sonido synth-heavy, inspirado en los 80's. Según Jepsen, «Now That I Found You» y «No Drug Like Me» son sobre «la mareada de azúcar que abre paso a un nuevo amor» y lo dos «van temáticamente de la mano».

## Video musical
El video musical de «Now That I Found You» se publicó el 14 de marzo de 2019 y muestra a Jepsen cuidando a un gato atigrado perdido. El video contiene promoción de varios productos como los autos Abarth, la aplicación TikTok y los audífonos Beats, así como referencias a escenas finales de la película Breakfast at Tiffany's (1961). Jepsen dijo que la base del video sobre un gato en lugar de una persona se inspiró parcialmente en su anterior sencillo «Party for One».

## Presentaciones en vivo
Jepsen interpretó «Now That I Found You» por primera vez en el programa Live Lounge de la BBC Radio 1 el 25 de abril de 2019.

## Lista de canciones
| Descarga digital |                        |                                                                                |                      |          |  |
| N.º              | Título                 | Escritor(es)                                                                   | Productor(es)        | Duración |  |
| 1.               | «Now That I Found You» | Carly Rae Jepsen, Benjamin Berger, Ryan McMahon, Ryan Rabin, Alexander O'Neill | Captain Cuts, Ayokay | 3:20     |  |
| 2.               | «No Drug Like Me»      | Jepsen, John Hill, Daniel Ledinsky, James Flannigan                            | Hill, Palmer         | 3:28     |  |
| 6:48             |                        |                                                                                |                      |          |  |

| Spotify (Bonus track) |                 |                                                      |                         |          |  |
| N.º                   | Título          | Escritor(es)                                         | Productor(es)           | Duración |  |
| 3.                    | «Party for One» | Jepsen, Anton Rundberg, Julia Karlsson, Tavish Crowe | Captain Cuts, Hightower | 3:03     |  |
| 9:51                  |                 |                                                      |                         |          |  |

## Posicionamiento en listas

### «Now That I Found You»
| Lista (2019)                                 | Mejor posición |
| -------------------------------------------- | -------------- |
| Estados Unidos Pop Digital Songs (Billboard) | 25             |
| Japón (Japan Hot 100)                        | 44             |
| Japón Hot Overseas (Billboard)               | 6              |